# Liotrix
Liotrix là hỗn hợp 4:1 của thyroxine (T4) và triiodothyronine (T3) được tổng hợp. Nó được sử dụng để bổ sung hormone tuyến giáp trong tình trạng thiếu tuyến giáp và suy giáp. Thương hiệu duy nhất của liotrix có sẵn ở Mỹ là Thyrolar, được sản xuất bởi Forest Laboratory Laboratory.
Vào năm 2013, Phòng thí nghiệm lâm nghiệp đã đưa ra tuyên bố sau đây về khả năng hạn chế của liotrix: "US Pharmacopeia, cơ quan thiết lập tiêu chuẩn công cộng chính thức về thuốc kê đơn và thuốc không kê đơn và các sản phẩm chăm sóc sức khỏe khác được sản xuất hoặc bán tại Hoa Kỳ, đã bắt buộc các thông số kỹ thuật mới cho một thành phần được sử dụng trong sản xuất của Thyrolar. Do đó, tất cả các thế mạnh của Thyrolar hiện đang được đặt hàng dài hạn trong khi các sửa đổi cần thiết để đáp ứng các thông số kỹ thuật mới này được thực hiện. " 

## Chỉ định
Việc sử dụng phổ biến nhất là điều trị suy giáp, thông qua bổ sung. Các mục đích sử dụng khác bao gồm:
- Viêm tuyến giáp Hashimoto
- Suy giáp bẩm sinh
- Điều trị bướu cổ bằng ức chế hormone kích thích tuyến giáp
- Quản lý ung thư tuyến giáp
- Là một tác nhân trong chẩn đoán phân biệt cường giáp và tự chủ tuyến giáp

## Tác dụng phụ
Tác dụng phụ chủ yếu là do quá liều tình cờ mãn tính. Các triệu chứng bắt chước các triệu chứng của cường giáp và bao gồm đau đầu, đau ngực, nhịp tim không đều, khó thở, run rẩy, đổ mồ hôi, tiêu chảy và giảm cân. Những tác dụng này có thể được giảm bớt thông qua việc chuẩn độ các mức liều, nhưng điều này nên được thực hiện bởi bác sĩ kê đơn. Tác dụng tim mạch giao cảm bao gồm: tim đập nhanh, đau ngực, rối loạn nhịp tim, đổ mồ hôi, đau ngực và lo lắng, cần được chăm sóc y tế khẩn cấp. Đặc biệt nếu những dấu hiệu này xảy ra ở những bệnh nhân có nguy cơ cao bị biến chứng tim mạch, ví dụ như tiền sử gia đình hoặc bệnh nhân bị nhồi máu cơ tim, bệnh tim mạch, đột quỵ, xơ cứng động mạch. Rụng tóc thỉnh thoảng xảy ra trong vài tháng đầu điều trị, nhưng có thể hồi phục. Tình trạng thường tự giới hạn mà không thay đổi điều trị.

## Chống chỉ định
Đại lý tuyến giáp không nên được sử dụng để điều trị béo phì, đặc biệt là ở bệnh nhân bình giáp. Liều thường xuyên ở bệnh nhân suy giáp là chấp nhận được, nhưng chỉ trong bối cảnh điều trị suy giáp. Liều quá mức (và liều thường xuyên ở bệnh nhân euthyroid) có thể dẫn đến các sự kiện tim mạch đe dọa tính mạng. Bệnh nhân nên được khuyên không nên dùng thuốc cường giao cảm, bao gồm thuốc kích thích và thuốc giảm cân, trong khi đang điều trị suy giáp. Vì các tác nhân này làm tăng nguy cơ biến cố tim mạch.